# Unterpräfektur Oshima

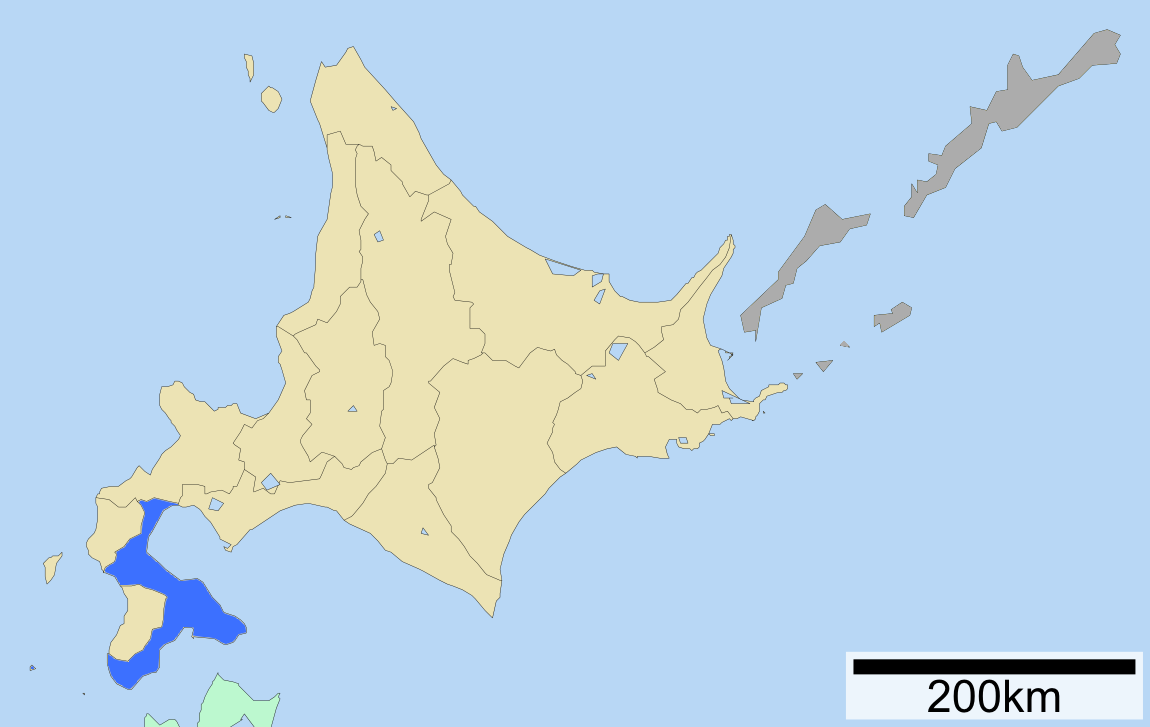
Lage der Unterpräfektur Oshima

Oshima (jap. 渡島総合振興局, Oshima-sōgō-shinkō-kyoku) ist eine Unterpräfektur der Präfektur Hokkaidō. Sie hat eine Fläche von 3.936,08 km² und eine Einwohnerzahl von 456.300 (Stand: 31. August 2005).

## Geografie
Die Unterpräfektur Oshima erstreckt sich über den östlichen Teil der Oshima-Halbinsel – der westliche Teil gehört zur Unterpräfektur Hiyama.

## Geschichte
Die Unterpräfektur Oshima (渡島支庁, Oshima-shichō) wurde 1897 eingerichtet.
Bei der Neugliederung von Hokkaidō zum 1. April 2010 erfolgte die Umbenennung in Oshima-sōgō-shinkō-kyoku.

## Verwaltungsgliederung

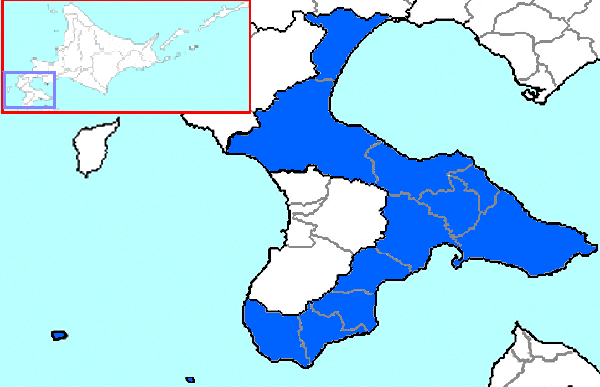
Gemeinden der Unterpräfektur Oshima

### Großstädte (市,shi)

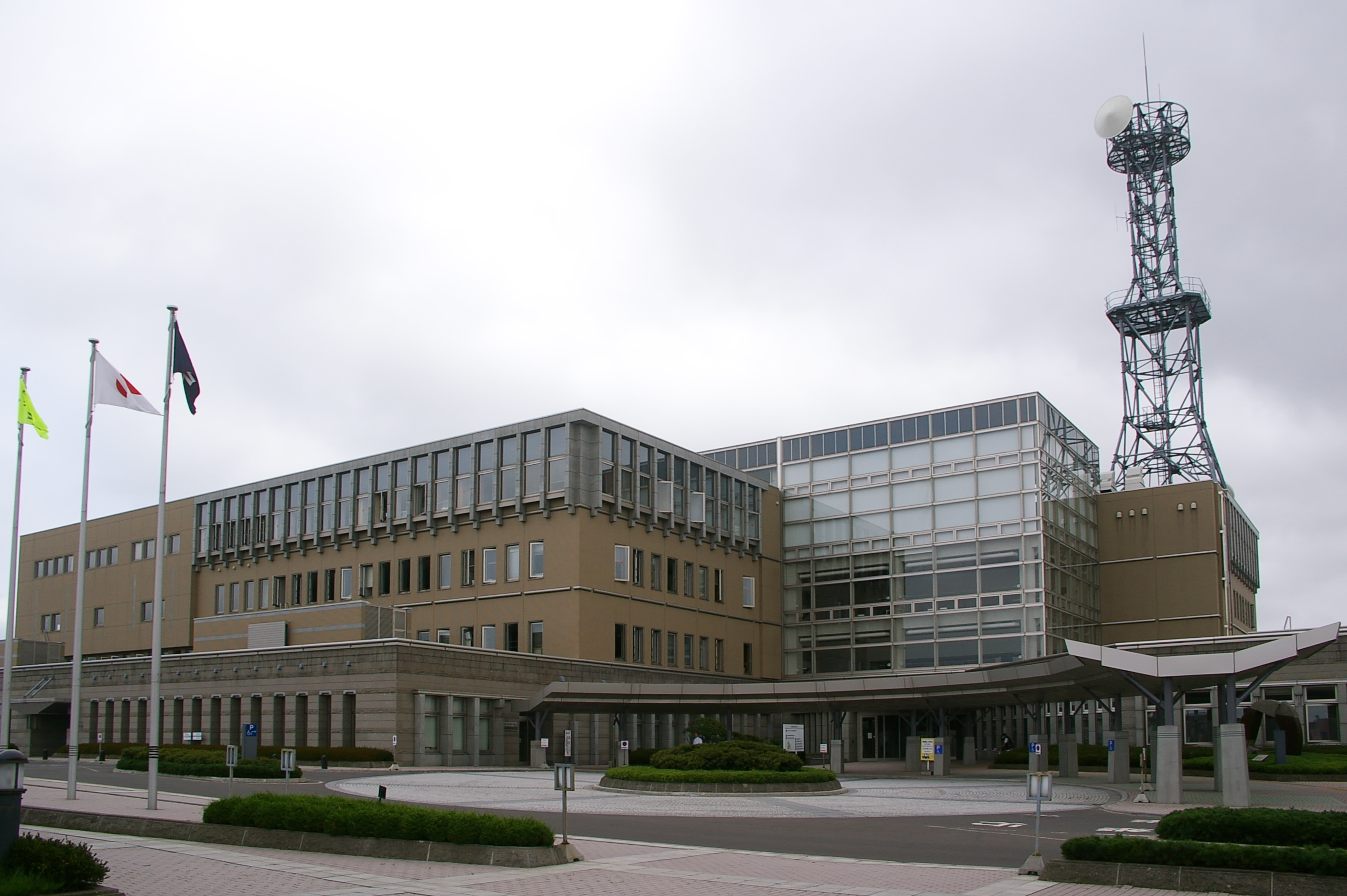
Sitz der Unterpräfekturverwaltung von Oshima in Hakodate

- Sitz der Unterpräfekturverwaltung: Hakodate

- Hokuto

### Landkreise (郡,gun)
Liste der Landkreise der Unterpräfektur Oshima, sowie deren Städte (町, chō) und Dörfer (村, mura).
- Matsumae
  - Matsumae
  - Fukushima
- Kamiiso
  - Shiriuchi
  - Kikonai
- Kameda
  - Nanae
- Kayabe
  - Shikabe
  - Mori
- Futami
  - Yakumo
- Yamakoshi
  - Oshamambe

### Neugliederungen
- Am 1. Dezember 2004 wurden die Städte Minamikayabe im Landkreis Kayabe, Esan und Toi sowie das Dorf Todohokke je im Landkreis Kameda in die Großstadt Hakodate eingemeindet.
- Am 1. April 2005 schlossen sich die Städte Sawara und Mori im Landkreis Kayabe zur neuen Stadt Mori zusammen.
- Am 1. Oktober 2005 schlossen sich die Städte Kumaishi im Landkreis Nishi in der Unterpräfektur Hiyama und Yakumo im Landkreis Yamakoshi zur neuen Stadt Yakumo im ebenfalls neugeschaffenen Landkreis Futami zusammen. Das Stadtgebiet von Kumaishi wurde dabei der Unterpräfektur Oshima zugeschlagen.
- Am 1. Februar 2006 schlossen sich die Städte Kamiiso im Landkreis Kamiiso und Ōno im Landkreis Kameda zur neuen Großstadt Hokuto zusammen.

## Verkehr
In Hakodate befindet sich der Flughafen Hakodate.